# Wippen (kaartspel)

Ruitentien telt voor twee punten.

Wippen is een kaartspel voor twee of meer spelers. Er wordt gespeeld met een klassiek spel van 52 kaarten, zonder jokers.

## Kaarten
Bij een groot aantal spelers, vanaf vier, kunnen ook twee volledige kaartspellen gebruikt worden. Het is een ideaal spel om kinderen te leren omgaan met kaarten en te leren tellen. Om het spel aan te leren, legt iedereen zijn kaarten zichtbaar op tafel, en helpen de spelers elkaar om het spel uit te spelen.

### Basisregel
Er wordt altijd gedeeld en gespeeld met de klok mee. De deler deelt per twee kaarten, en legt ook twee kaarten op tafel met de afbeelding zichtbaar, net voordat hij zichzelf bedient. In totaal krijgt iedereen vier kaarten en liggen er vier kaarten op tafel, deze noemt men de pot. Dan spelen de spelers om beurten met een van hun kaarten. Dit kan op twee manieren, ofwel nemen ze eenzelfde kaart uit de pot, waarbij de kleur geen rol speelt, ofwel wanneer geen zelfde kaart kan genomen worden, wordt een kaart bij in de pot gelegd. Wanneer iemand de laatste kaart uit de pot neemt, en zo de pot leeg maakt, kan de volgende dus niet anders dan een kaart af te leggen in de pot. Als iedere speler zijn vier kaarten gespeeld heeft, wordt er opnieuw, weer per twee gedeeld, maar er worden geen kaarten meer in de pot gelegd. De speler, die als laatste kaarten uit de pot kon halen, krijgt de gehele pot, nadat de laatste spelers hun kaart (tevergeefs) uitgespeeld hebben.
Tijdens een hele ronde worden de kaarten altijd door dezelfde persoon gedeeld, pas als alle 52 (of 104) kaarten verdeeld zijn en de ronde is afgelopen, is het de beurt aan de volgende speler in rij om te delen. Wanneer het aantal kaarten niet klopt, volgens het aantal spelers, worden er prentjes uit het spel weggenomen bijvoorbeeld de vier koningen (heren).
De formule voor één boek (van 52 kaarten) is als volgt:
aantal delen = (52 − 4) / (spelers × 4)
en voor twee boeken:
aantal delen = (104 − 4) / (spelers × 4)
Wanneer we bijvoorbeeld met twee boeken en vier spelers spelen dan is 100 (104−4) niet deelbaar door zestien (spelers keer vier) en moeten er dus kaarten uit het spel genomen worden tot dit wel het geval is:
6 = 96 × 16
Hier moeten er dus vier kaarten uit het spel genomen worden.
| Spelers | Boeken | Aantal kaarten | Aantal delen | Weg te nemen kaarten |
| ------- | ------ | -------------- | ------------ | -------------------- |
| 2       | 1      | 52             | 6            | 0                    |
| 3       | 1      | 52             | 4            | 0                    |
| 4       | 1      | 52             | 3            | 0                    |
| 2       | 2      | 100            | 12           | 4                    |
| 3       | 2      | 100            | 8            | 4                    |
| 4       | 2      | 100            | 6            | 4                    |
| 5       | 2      | 104            | 5            | 0                    |
| 6       | 2      | 100            | 4            | 4                    |

### Bijkomende regels
Afhankelijk van de capaciteit en de ervaring van de spelers worden enkele bijkomende regels aan het spel toegevoegd.

#### Optellen of combineren
Men kan twee of meer kaarten uit de pot optellen tot dezelfde waarde van de kaart die gespeeld wordt, en dan al deze kaarten tegelijk uit het spel nemen. Bijvoorbeeld met een 9 uit de hand kunnen de 2, 3 en 4 (dus samen 2 + 3 + 4 = 9) uit de pot genomen worden. Met de prentjes (heer, dame en boer) kan niet gecombineerd worden.

#### Bouwen
Een speler mag ook bouwen in plaats van te nemen. Hierbij worden een of meerdere kaarten uit de pot opgeteld met de kaart die in de pot wordt afgelegd. De bedoeling is om dan al deze kaarten op te nemen bij een volgende beurt, een speler mag daarom alleen bouwen voor iets wat hij in de hand heeft. Bijvoorbeeld met een 5 en een 7 in de hand en een 2 in de pot, kan de speler zeggen te bouwen voor 7 door de 5 op de 2 te leggen in de pot. Wanneer een andere speler nu ook een 7 heeft, mag hij uiteraard ook de bouw nemen. Een kaart die deel uitmaakt van een bouw is niet meer open, en kan dus niet meer als individuele kaart uit het spel genomen worden, een bouw kan enkel maar in zijn geheel uit het spel genomen worden.
Een speler mag in de beurt na zijn bouw niet zomaar een kaart afleggen in de pot. Hij mag wel doorbouwen op de vorige bouw, of bouwen op een nieuwe bouw, of hij mag een andere kaart of bouw nemen.

#### Bovenbouwen
Bij bovenbouwen voegt een speler een kaart toe aan een bestaande bouw, om zo te bouwen tot een hogere waarde, van een kaart die hij natuurlijk ook in de hand moet hebben. Bovenbouwen wordt gezien als een aparte beurt.

#### Dubbel bouwen
Dubbelbouwen gebeurt door een kaart af te leggen in de pot en deze te combineren met andere kaarten uit de pot, tot tweemaal de waarde van een kaart, die men in de hand heeft. Bijvoorbeeld een speler kan in één keer met een 4 uit de hand, en een open 3, 5 en 6 in de pot dubbel bouwen voor 9, door de 4 met de 5 en de 3 met de 6 te combineren. Zoals bij een gewone bouw kan men enkel bouwen voor iets wat men in de hand heeft. Dubbel bouwen kan bijvoorbeeld ook op een bestaande gewone bouw, Iemand bouwt met een 6 uit de hand en een open 2 uit de pot voor 8 bouwen, als bij de volgende beurt een 3 in de pot is bijgekomen, dan kan de speler met een 5 uit de hand de bouw verdubbelen en deze in de pot laten liggen, tot de volgende beurt om dan al deze kaarten met zijn 8 te nemen.
Bovenbouwen op een dubbele bouw kan niet meer.
De waarde van een dubbele bouw kan dus niet meer gewijzigd worden,
zodat een dubbele bouw enkele met de juiste kaart kan opgenomen worden.
(Er kan wel afgesproken worden dat men nog mag optellen met een dubbele bouw, omdat dan de waarde van de bouw zelf niet meer verandert, bijvoorbeeld bij een dubbele bouw van 4 en een open 2 in de pot, kan men dan de (dubbele) 4 combineren met de 2 tot 6, en al deze kaarten opnemen met een 6 uit de hand).
Dubbelbouwen met prentjes kan niet, om te beletten dat de pot niet meer leeg gespeeld kan worden. Bij een dubbele bouw van prentjes worden er dan drie dezelfde prentjes tegelijk uit de pot genomen,
wanneer het vierde en laatste prentje dan in de pot terechtkomt kan het nooit meer weggenomen worden.

#### Puntentelling
In plaats van alleen te spelen voor het meeste kaarten worden er voor ieder spel elf punten verdeeld als volgt:
| Kaart(en)           | Punten |
| ------------------- | ------ |
| meeste kaarten      | 2      |
| meeste schoppen ♠   | 2      |
| ruiten tien ♦10     | 2      |
| schoppen twee ♠2    | 1      |
| een aas (vier keer) | 1      |

Men bepaalt vooraf voor hoeveel punten men speelt, bijvoorbeeld om het eerst 52 punten vergaren (het aantal kaarten in een spel) of naar een ander getal. Of men bepaalt vooraf het aantal spelletjes bijvoorbeeld tien.

#### Wip
Als iemand de laatste kaart uit de pot wegneemt, en er dus geen kaarten meer blijven liggen, dan haalt deze persoon een "wip".
Bij het laatste deel mag er echter niet meer gewipt worden, omdat het boek op en uitgedeeld is,
(er kan dus alleen maar gewipt worden zo lang er nog kaarten over zijn om te delen). Elke wip is goed voor 1 extra punt.

Een wip wordt meestal aangeduid door de verworven kaarten omgekeerd of dwars onder het stapeltje van de speler te leggen.
Het is mogelijk dat een speler meer dan één wip per spel haalt.
In sommige streken wordt er ook effectief gewipt, door degene die een wip maakt.
De winnaar licht dan even zijn zitvlak op.

#### Stelen
Wanneer er gestolen mag worden, leggen alle spelers hun stapel met verzamelde kaarten met de afbeelding zichtbaar op tafel en met de laatst uit de hand gespeelde kaart bovenaan. Een speler met eenzelfde kaart in de hand kan deze dan gebruiken om de gehele stapel van een tegenspeler te stelen.

### Enkele scenario's
Er ligt een 5 open in de pot, een speler heeft een 3 en bouwt voor 8, die hij dan bij de volgende beurt met zijn 8 moet opnemen.

Tenzij een andere speler hem/haar natuurlijk de loef afsteekt.

Wordt er afgesproken dat men nog extra mag bovenbouwen, dan kan een volgende speler er bijvoorbeeld nog een 2 aan toevoegen, om in een volgende ronde alle kaarten te vergaren met zijn 10.

Als het totaal nog géén 10 is, dan kan er dus evt. nog iets worden bijgevoegd.
Met een open 2, 3 en 4 in de pot en een 5 en 7 in de hand kan men in één keer een dubbele bouw maken van 7,
door de 5 af te gooien en te combineren met de 2,
en tevens de 3 met de 4 te combineren tot 7.

Bij de volgende beurt kunnen dan al deze kaarten met de 7 genomen worden.
Er ligt een 2 en 4 open in de pot.

In de hand een 3, 5 en 7.

Bij de eerste beurt, kan bijvoorbeeld de 5 gespeeld worden om met de 2 voor 7 te bouwen.

Bij een volgende beurt, kan door de 3 bij de 4 te leggen,
nog eens 7 gevormd worden, en zo een dubbele bouw van 7 gemaakt worden.

Bij de derde beurt kan dan alles samen met de 7 vergaard worden.

Werden er in spel, door andere spelers, intussen kaarten bijgelegd,
waarmee nog maar eens 7 gevormd kan worden (bijvoorbeeld een 2, een 4 en een aas),
dan mogen die ook ineens meegenomen worden.